# 381mm kanón BL Mk I
381mm kanón BL Mk I byl britský lodní kanón ráže 381 mm (15 palců) s hlavní délky 42 ráží. Navržený před první světovou válkou a vyráběný v letech 1912 až 1918 navazoval na předchozí kanón ráže 343 mm. Jednalo se o první britský kanón ráže 381 mm a zároveň nejdéle a nejvíce používaný těžký kanón vyvinutý britským námořnictvem. Byl užíván na bitevních lodích a monitorech od roku 1915 až do roku 1959.

## Konstrukce

### Hlaveň

381mm kanón BL Mk I v řezu

Kanón byl vyvinut jako nástupce úspěšného děla 343mm BL Mk V pro potřeby nově stavěných bitevních lodí třídy Queen Elizabeth. Z důvodů rychlého zavedení do výzbroje bylo přeskočeno obvyklé zdlouhavé testování prototypu. Vznikly pouze dva prototypy, které se lišily opláštěním a závěrovým mechanismem. Protože jednomu prototypu praskla duše A, byla všechna děla vyrobena podle druhého prototypu.
Složená hlaveň se skládala z duše A, omotané drátem, obalené válcem B a nakonec opláštěné s připojeným prstencem závěrového mechanismu. Délka hlavně byla 42 ráží (16,52 m) a dělo mělo bylo vedeno pod názvem 15 inch/42. Zkratka BL v názvu pak znamenala „zezadu nabíjené“ (breach-loading).
Životnost hlavně byla 335 výstřelů.
Nábojová komora měla objem 502,3 dm².

### Munice
První světová válka
| Název                                | Hmotnost náboje [kg] | Hmotnost nálože [kg] | Délka náboje [cm] |
| ------------------------------------ | -------------------- | -------------------- | ----------------- |
| APC Mark Ia (4crh)                   | 871,0                | 27,4                 | 138,4             |
| APC Mark IIIa (4crh - Greenboy)      | 866,4                | 20,5                 | 142,0             |
| APC Mark Va (4crh - po 1. sv. válce) | 869,5                | 20,5                 | 142,0             |
| CPC 4crh                             | 871,0                | 58,6                 | 160,8             |
| HE 4crh                              | 871,0                | 98,2 - 101,6         | 162,3             |
| HE 8crh                              | 891,0                | 101,6                | -                 |
| Šrapnel 4crh                         | 871,0                | 49,6                 | 162,3             |

Před a během druhé světové války
| Název                 | Hmotnost náboje [kg] | Hmotnost nálože [kg] | Délka náboje [cm] |
| --------------------- | -------------------- | -------------------- | ----------------- |
| APC Mark XIIa (4crh)  | 879,0                | 22,0                 | 142,0             |
| APC Mark XIIIa (4crh) | 879,0                | 22,0                 | 142,0             |
| APC Mark XVIIb (6crh) | 879,0                | 22,0                 | 165,1             |
| APC Mark XXIIb (6crh) | 879,0                | 22,0                 | 165,1             |
| HE Mark VIIIb (6crh)  | 879,0                | 59,0                 | 170,2             |

### Dostřel
Během 1. sv. války byl dostřel děla 21 670 m při náměru 20 ° a za použití standardní nálože o hmotnosti 194 kg. Vývoj v ostatních zemích ve 30. letech 20. století vedly k nutnosti rekonstrukce stávajících bitevních lodí. Náměr děl byl zvýšen na 30 °, což vedlo ke zvětšení dostřelu na 26 520 m při použití nálože o hmotnosti 196 kg. Modifikovaný náboj (6crh) pak zvětšoval dostřel až na 29 260 m. Před 2. sv. válkou neprošly rekonstrukcí lodě HMS Malaya, HMS Barham, HMS Repulse a pět lodí třídy Revenge. Kromě HMS Royal Oak, HMS Barham a HMS Repulse, ztracených počátkem války, byly nemodernizované lodě vybaveny koncem roku 1941 supernáložemi o hmotnosti 222,2 kg. To umožnilo zvýšit dostřel na 26 240 m. Ovšem z žádných dochovaných záznamů nelze potvrdit, že by supernálože byly kdy použity. Lodě s náměrem 30 ° nebyly supernáložemi vybaveny.

## Užití

### Lodě
Děla byla použita na následujících bitevních lodích a monitorech britského námořnictva v letech 1915 až 1946:
- třída Queen Elizabeth
- třída Revenge
- třída Renown
- HMS Hood
- třída Glorious
- třída Erebus
- třída Marshal Ney
- třída Roberts
- HMS Vanguard

### Pobřežní baterie
- Dvě pobřežní baterie (Clem a Jane) byly instalovány blízko Wanstone Farm v Kentu během 40. let 20. století.
- Pět děl bylo instalováno v Singapuru během 30. let 20. století.
- Koncem 20. let 20. století zakoupilo Španělsko 4 děla v jednověžovém provedení pro obranu Cartageny.

## Lodní děla dochovaná do současnosti

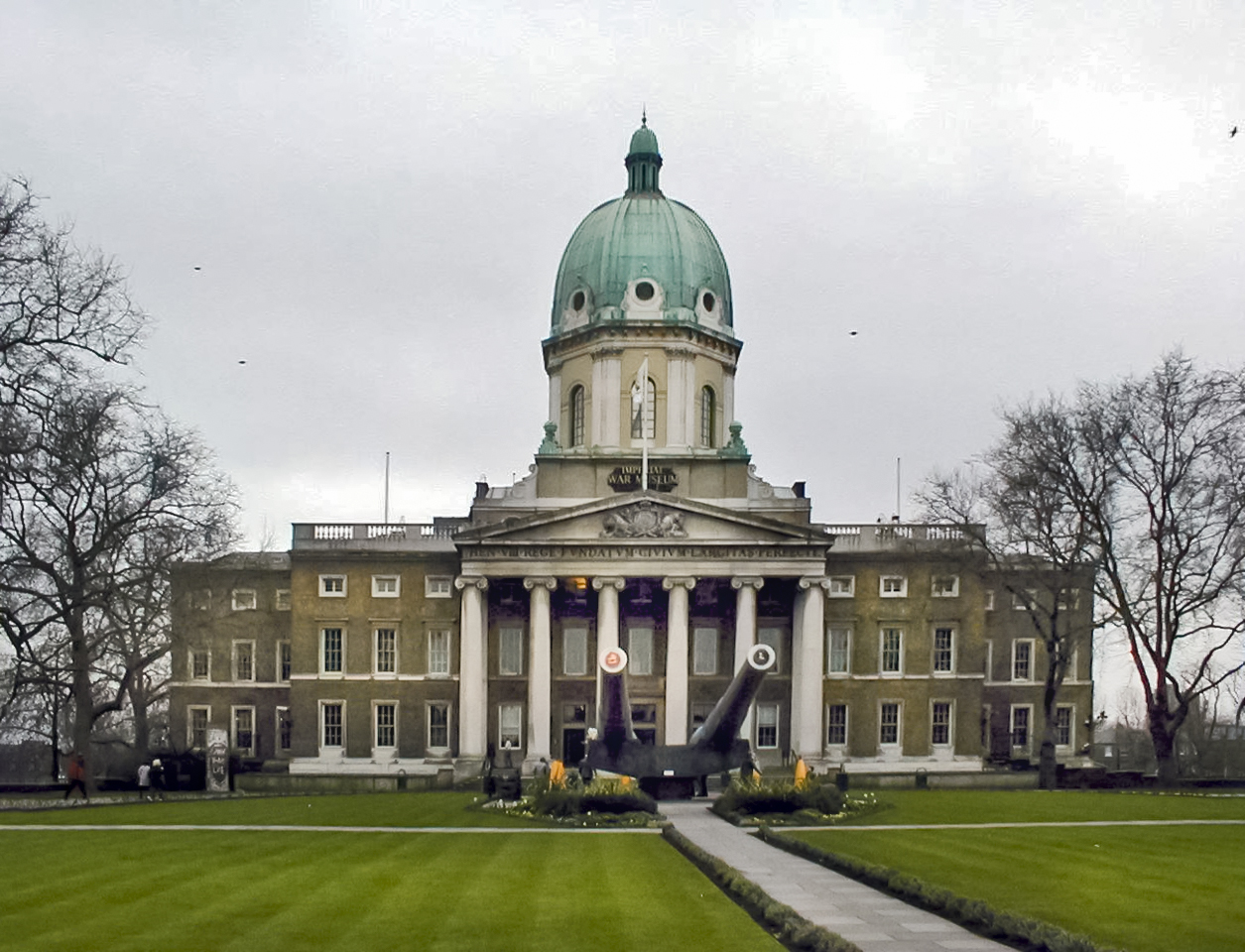
Dvě 381mm děla před Imperial War Museum; vlevo z HMS Roberts, vpravo z HMS Ramillies

Do současnosti zůstala zachována dvě lodní děla před Imperial War Museum v Londýně.
- Dělo č. 102 z HMS Roberts

Bylo původně umístěno na HMS Resolution v letech 1915 až 1938. Poprvé však bylo bojově použito až v roce 1944 na palubě monitoru HMS Roberts jako součást palebné podpory na pláži Sword během invaze v Normandii. Dne 1. listopadu 1944 pak podporovalo útok na Walcheren a bombardovalo německou baterii severně od Westkapelle.
- Dělo č. 125 z HMS Ramillies

Bylo instalováno na HMS Ramillies v roce 1916. K prvnímu bojového nasazení došlo proti Turecku při ostřelování pobřeží z Marmarského moře v roce 1920. K dalšímu použití došlo 17. srpna 1940 při bombardování Bardie v severní Africe. HMS Ramillies také vystřelila několik salv během bitvy u mysu Spartivento 27. listopadu 1940, ale italské lodě byly mimo dostřel a proto nedosáhla žádného zásahu. V roce 1941 bylo dělo sňato a uskladněno.